# Rimbaud du Cinéma
 (décembre 2022).
 (décembre 2022).
La mise en forme du texte ne suit pas les recommandations de Wikipédia : il faut le « wikifier ».
Les points d'amélioration suivants sont les cas les plus fréquents. Le détail des points à revoir est peut-être précisé sur la page de discussion.
- Les titres sont pré-formatés par le logiciel. Ils ne sont ni en capitales, ni en gras.
- Le texte ne doit pas être écrit en capitales (les noms de famille non plus), ni en gras, ni en italique, ni en « petit »…
- Le gras n'est utilisé que pour surligner le titre de l'article dans l'introduction, une seule fois.
- L'italique est rarement utilisé : mots en langue étrangère, titres d'œuvres, noms de bateaux, etc.
- Les citations ne sont pas en italique mais en corps de texte normal. Elles sont entourées par des guillemets français : « et ».
- Les listes à puces sont à éviter, des paragraphes rédigés étant largement préférés. Les tableaux sont à réserver à la présentation de données structurées (résultats, etc.).
- Les appels de note de bas de page (petits chiffres en exposant, introduits par l'outil «  Source ») sont à placer entre la fin de phrase et le point final[comme ça].
- Les liens internes (vers d'autres articles de Wikipédia) sont à choisir avec parcimonie. Créez des liens vers des articles approfondissant le sujet. Les termes génériques sans rapport avec le sujet sont à éviter, ainsi que les répétitions de liens vers un même terme.
- Les liens externes sont à placer uniquement dans une section « Liens externes », à la fin de l'article. Ces liens sont à choisir avec parcimonie suivant les règles définies. Si un lien sert de source à l'article, son insertion dans le texte est à faire par les notes de bas de page.
- La présentation des références doit suivre les conventions bibliographiques. Il est recommandé d'utiliser les modèles {{Ouvrage}}, {{Chapitre}}, {{Article}}, {{Lien web}} et/ou {{Bibliographie}}. Le mode d'édition visuel peut mettre en forme automatiquement les références.
- Insérer une infobox (cadre d'informations à droite) n'est pas obligatoire pour parachever la mise en page.

Pour une aide détaillée, merci de consulter Aide:Wikification.
Si vous pensez que ces points ont été résolus, vous pouvez retirer ce bandeau et améliorer la mise en forme d'un autre article.
Les Rimbaud du Cinéma se présente comme étant un festival, ainsi qu'une cérémonie de récompenses cinématographiques créé à Charleville-Mézières, ville natale du poète Arthur Rimbaud, dans des catégories diverses pour rendre visible des œuvres cinématographiques produites en marge du système commercial et/ou faiblement distribuées dans les salles de cinéma.
La première édition des Rimbaud du Cinéma s’est déroulée au théâtre municipal de Charleville-Mézières du 18 au 20 octobre 2019. Les statuettes remises aux Lauréats sont réalisées par le sculpteur ardennais Paul Maulpoix.

## Histoire

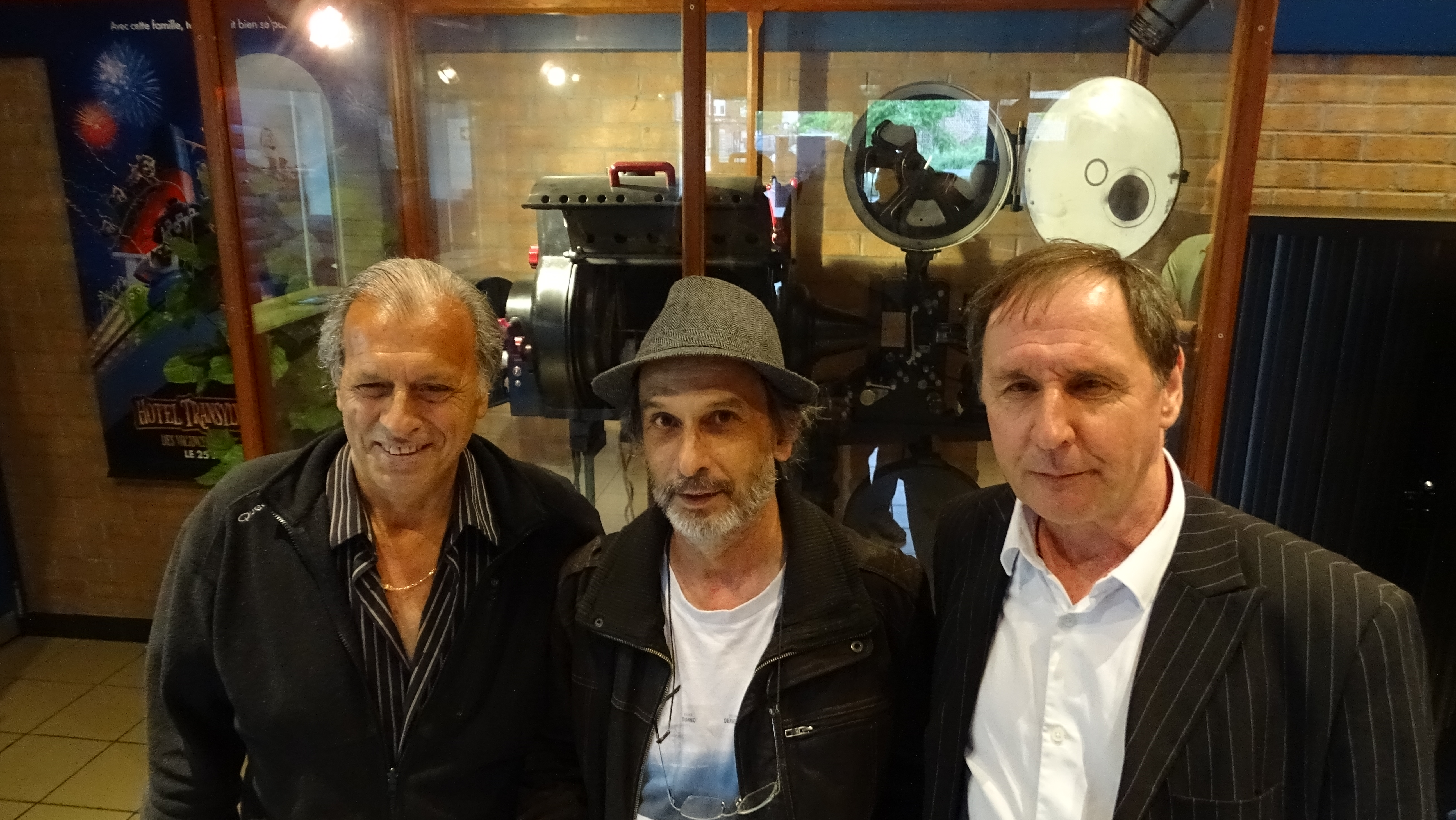
Manuel Sanchez, créateur du festival (au centre de la photo) avec Jean-Marcel Crusiaux et Toni Librizzi, en 2018

En 2017, des réalisateurs, des producteurs et des cinéphiles prennent conscience de la nécessité de sortir de l’ombre et de résister au formatage des œuvres cinématographiques et décident de créer les Rimbaud du Cinéma, un évènement présenté par les organisateurs dont le réalisateur, scénariste et producteur français Manuel Sanchez, fondateur du festival, comme une célébration internationale et annuelle en s'inspirant sur l'exemple du Salon des refusés qui, en 1863 exposait, en marge du Salon officiel de peinture et de sculpture, des œuvres d’artistes exclus. Au cours d'une interview publié en juillet 2020, Manuel Sanchez explique défendre ainsi « l'honneur le cinéma indépendant ignoré des complexes cinématographiques et des chaînes de télé populaires ».
La première édition s'est déroulé le 19 octobre 2019 au théâtre Municipal de Charleville-Mézières, veille de la date anniversaire de la naissance du poète Arthur Rimbaud. Le réalisateur Emir Kusturica est l’invité d’honneur de la première cérémonie,.

## La philosophie
Selon le site de l'organisateur, les Rimbaud du Cinéma ont été créés pour rendre « visibles les films invisibles ». L'objectif est de « donner à voir tout un pan du cinéma méconnu, de proposer un autre regard sur des œuvres, loin de l'uniformisation cinématographique et d'honorer ceux qui produisent et réalisent chaque année des films films indépendants, à petits budgets », inférieur à 1,5 million d'euros et diffusés dans moins de trente salles. L'ambition des Rimbaud du Cinéma est de construire un réseau mondial de résistance à l'uniformisation des films et de la pensée. 
La devise des Rimbaud du Cinéma est : « Que voulez-vous, je m'entête affreusement à adorer la Liberté libre » extraite d'une lettre du jeune poète Arthur Rimbaud à son professeur de français, Georges Izambard.
Les Rimbaud du cinéma proclament l'égalité et l'universalité des œuvres cinématographiques quand bien même chacun d'entre nous a le droit d'en préférer certaines.
Les termes meilleur, étranger, féminin, masculin, n'apparaissent pas dans aucun des choix des Rimbaud du Cinéma parce que selon les organisateurs, « un tableau de Pablo Picasso n'est pas meilleur qu'un tableau de Frida Kahlo, qu'un film de Pier Paolo Pasolini n'est pas meilleur qu'un film de Liliana Cavani et qu'aucune des œuvres de ces cinéastes ou peintres ne peut être qualifiées d'étrangères, masculines ou féminines. »

## La statuette
La statuette des Rimbaud du Cinéma est une œuvre du sculpteur ardennais Paul Maulpoix. Les statuettes ont été fondues gracieusement par la fonderie Rollinger, une société coopérative ouvrière située à Nouvion-sur-Meuse dans les Ardennes.

## Édition 2019

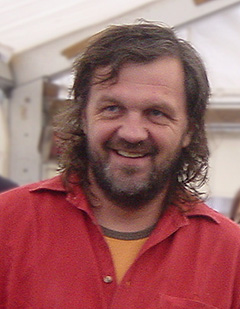
Emir Kusturica, invité d’honneur de la première cérémonie

### Le Jury
Le jury des Rimbaud du Cinéma 2019 est constitué de professionnels de l'industrie du cinéma et de membres de l'Archipel des Rimbaud, association locale, à l'origine du festival.
Le jury professionnel de la première édition est constitué par :
- Jutta Bruckner
- Pascale Obolo
- Carmen Castillo
- Serge Regourd
- Lidia Terki
- Frédéric Sojcher
- Lan Qiu
- Pascal Rabaté
- Nino Kirtadze
- Laila Aoudj
- Bruno Feucher
- Jonny Blu
- Alban Lefranc

### Catégories de récompenses
- la réalisation d'un film de long-métrage
- l'interprétation dans un rôle principal dans un long-métrage
- l'interprétation dans un rôle secondaire dans un long-métrage
- le scénario
- le Coup de Cœur du Jury
- la réalisation d'un film de court-métrage
- l'interprétation dans un court-métrage
- le film d'animation
- le film d'étudiant

### Cérémonie de la première édition des Rimbaud du Cinéma

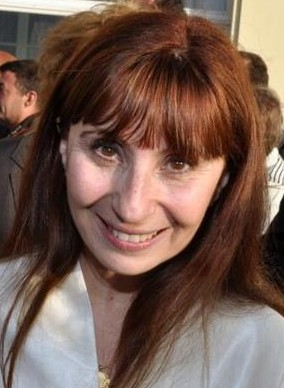
Ariane Ascaride, Rimbaud d’honneur de l'édition 2021

Maîtres de cérémonie : Jérémy Banster et Delphine Depardieu
- Réalisation d'un film de long-métrage : Mourad Boucif, « Les Hommes d’argile »
- Interprétation dans un rôle principal dans un long-métrage : Miloud Nasiri, « Les hommes d’argile »
- Interprétation dans un rôle secondaire dans un long-métrage : Pepe Rovira « Vivir y otras ficciones »
- Scénario : Mourad Boucif et Luc Jabon, « Les hommes d’argile »
- Coup de Cœur du Jury : « Dayan » de Behrouz Nouranipour.
- Réalisation d'un film de court-métrage : Papa de Christophe Switzer.
- Interprétation dans un court-métrage : ex æquo : Nicolas Devannes, Boomerang et Véronique Picciotto, Le rôle de ta vie.
- Film d'animation : They call us maids de Terry Wragg.
- Film d'étudiant : Meteorstrasse d’Aline Fischer.

Un Rimbaud d’honneur a également été remis au réalisateur Emir Kusturica ainsi qu’à l’acteur Denis Lavant.

## Édition 2020

### Le Jury
Organisé du 4 au 7 novembre à Charleville-Mézières, le jury professionnel de la deuxième édition est constitué par :
- Bob Swaim
- Samira Sedira
- Jackie Berroyer
- Xavier Mathieu
- Annabelle Lengronne
- Marie-Françoise Mathieu
- Mamad Haghighat
- Nathalie Eno

### Cérémonie de la deuxième édition des Rimbaud du Cinéma
Cette section ne s'appuie pas, ou pas assez, sur des sources secondaires ou tertiaires indépendantes du sujet. Le texte peut contenir des analyses inexactes ou inédites de sources primaires.
Pour l'améliorer, ajoutez-en, ou placez des modèles {{Source secondaire souhaitée}} ou {{Source secondaire nécessaire}} sur les passages mal sourcés. (décembre 2022)

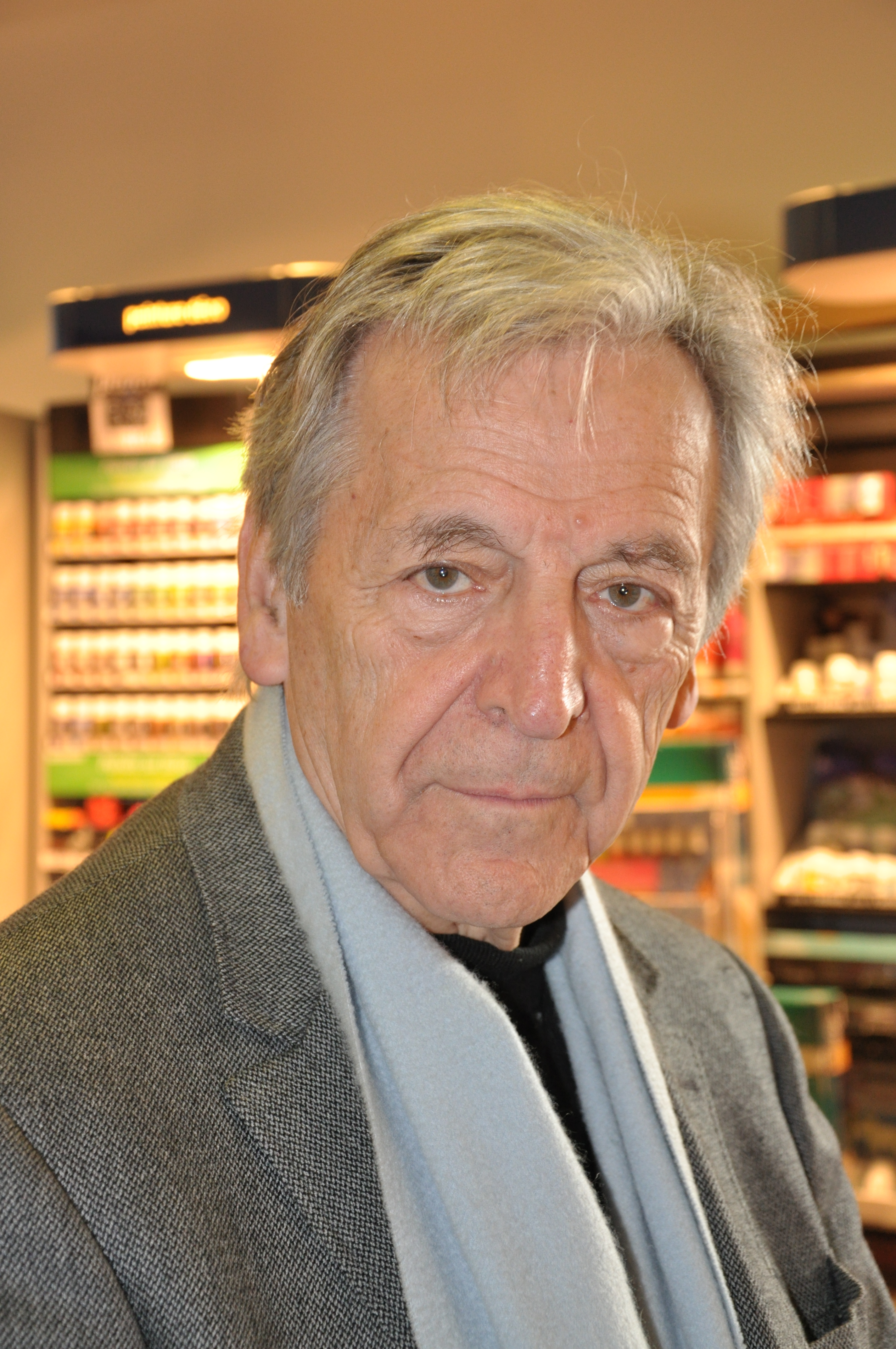
Costa-Gavras, Rimbaud d'honneur de l'édition 2020

Les Rimbaud du Cinéma ont ouvert une nouvelle catégorie de récompenses pour l'édition 2020, le film documentaire.
- Le Rimbaud de la réalisation d'un film de long-métrage : Pari de Siamak Etemadi (Grèce, France, Pays- Bas, Bulgarie)
- Le Rimbaud de l'interprétation dans un rôle principal dans un long-métrage : " Good Morning" de Bahij Hojeij (Liban, France)[10].
- Le Rimbaud de l'interprétation dans un rôle secondaire dans un long-métrage : Melika Foroutan pour "Pari" de Siamak Etemadi
- Le Rimbaud du scénario : Jérôme Bidaux pour "Jeunesse sauvage" de Frédéric Carpentier (France, Belgique)
- Le Rimbaud du film documentaire : " Poisson d'Or, poisson africain" de Thomas Grand et Moussa Diop (Sénégal)
- Le Rimbaud du Coup de Cœur du Jury : ex- æquo : Firmine Richard pour "Inch'Allah Tatie Danielle" de Véronique Mériadec et Gérald Massé (France); et Amira Hilda Douaouda pour "Touiza" de Karim Bengana ( France, Algérie)
- Le Rimbaud de la réalisation d'un film de court-métrage : "Trois Machettes" de Mathieu Maunier-Rossi (France)
- Le Rimbaud de l'interprétation dans un court-métrage : " A la mer poussière" de Héloïse Ferlay (France)
- Le Rimbaud du film d'animation : "Akram" de Adrien Berlandi et Mickey Broothaerts (Belgique)
- Le Rimbaud du film d'étudiant : " Lusala" de Mugambi Nthiga (Allemagne, Kenya)

Un Rimbaud d’honneur a également été remis au réalisateur Costa-Gavras et à l'actrice Ariane Ascaride.

## Édition 2021
La troisième édition du festival Les Rimbaud du Cinéma devait se dérouler à L’Eden-théâtre situé à La Ciotat (Bouches-du-Rhône), mais celle-ci a été annulée par l’association gestionnaire du bâtiment municipal, entrainant une polémique sur le plan local,.

### Le jury
Cérémonie organisée le 22 octobre 2021 à la Maison des auteurs de la SACD à Paris, le jury professionnel de la troisième édition est constitué par :
- Franck Cassenti
- Véronique Le Bris
- Amira Hilda Douaoua
- Jimmy Jean-Louis
- Falmarès
- Davd Hadjaj
- Mireille Perrier
- Thomas Gilou

## Édition 2022
La quatrième édition des Rimbaud du Cinéma a eu lieu à la Maison des Auteurs à Paris le 28 octobre 2022. Deux Rimbaud d'honneur ont été attribués à Hanna Schygulla et à Maria de Medeiros, aussi Présidente du Jury. Sous sa Présidence 11 Rimbaud ont été décernés.

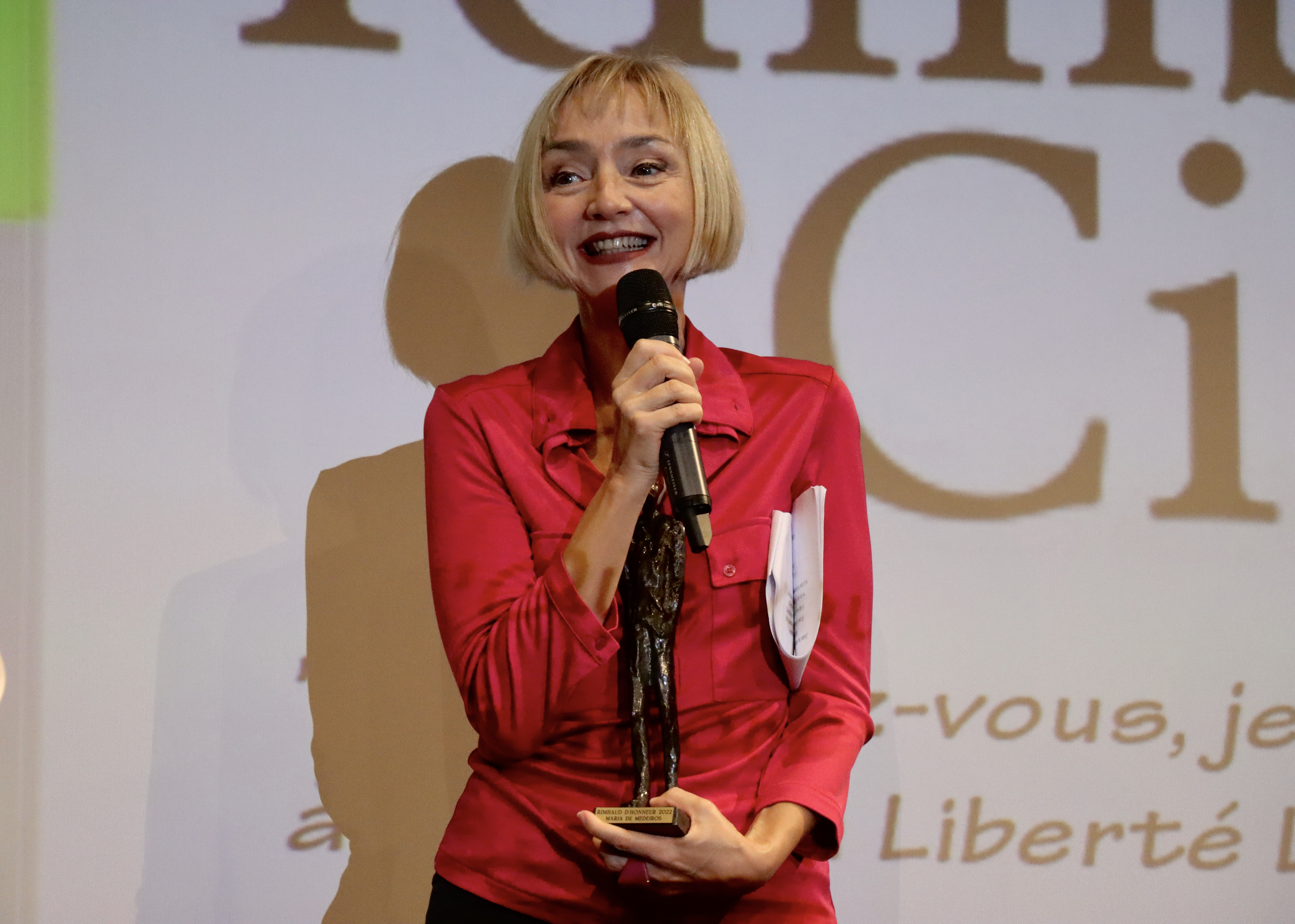

### Le Jury
Le jury professionnel de la  édition est constitué par :
- Maria de Medeiros
- Hanna Schygulla
- Dominique Pinon
- Michèle Collery
- Bahij Hojeij
- Olivier Charneux
- Ann-Gisel Glass
- Hamadi Gueroum
- Alain Chene

### Cérémonie de la quatrième édition des Rimbaud du Cinéma
- Le Rimbaud de la réalisation d'un film de long-métrage : "The last bath”, de David Bonneville (Portugal)
- Le Rimbaud de l'interprétation dans un rôle principal dans un long-métrage : “Maman”, de Arash Aneessee (Iran) attribué à Roya Afshar[13]
- Le Rimbaud de l'interprétation dans un rôle secondaire dans un long-métrage : Maman”, de de Arash Aneessee (Iran) attribué à Erfan Ebrahimi[13]
- Le Rimbaud du scénario : “1986 (film)”, de Lothar Herzog (Regisseur) ( Allemagne)
- Le Rimbaud du film documentaire : “Fly so far”, de Celina Escher (Suède)
- Le Rimbaud du Coup de Cœur du Jury : “Le journal d’une jeune femme sourde”, de Frank Cassenti (France)
- Le Rimbaud de la réalisation d'un film de court-métrage : “The Little Prodigy”, de Xavier Diskeuve (Belgique)
- Le Rimbaud de l'interprétation dans un court-métrage : “Uno”, de Javier Marco Rico ( Espagne) attribué à Pedro Casablanc
- Le Rimbaud du film d'animation : “The soloists”, de Mehrnaz Abdollahinia, Feben Wolehawariat, Razahk Issaka, Celeste Jamneck, Yi Liu (France)
- Le Rimbaud du film d'étudiant : “Twice My Brother”, de Mickey Broothaerts (Belgique)

## Édition 2023

### Cérémonie de la cinquième édition des Rimbaud du Cinéma
Le 21 octobre 2023, deux Rimbaud d'honneur ont été décernés: à Vladimir Cosma, compositeur de musique de films et à Arthur Joffé, réalisateur.
Le Rimbaud de Vladimir Cosma lui a été décerné par Jack Lang.